# Рудольф III (маркграф Бадена)
Рудольф III, маркграф Бадена (XIII век — 2 февраля 1332 или 2 февраля 1332) — сын маркграфа Рудольфа I и его жены Кунигунды Эберштайнской. После смерти отца в 1288 году правил маркграфством Баден совместно со своими братьями Германом VII, Хессо и Рудольфом II. Рудольф III пережил всех своих братьев и с 1297 года правил Баденом единолично.
Рудольф III был женат на Ютте Штрасбергской. Брак остался бездетным. Ему наследовал сын его брата Хессо, Рудольф Хессо.